# Calathea foliosa
Calathea foliosa là một loài thực vật có hoa trong họ Marantaceae. Loài này được Rowlee ex Woodson & Schery mô tả khoa học đầu tiên năm 1942.